# Cedwin Sandanam
Cedwin Anand Sandanam, född den 22 januari 1981 i Kista, Stockholm, är en svensk körledare. Sandanam leder sedan 2005 Tensta Gospel Choir.

## Biografi
Cedwin Sandanam föddes 1981 i stadsdelen Kista i Stockholm och är uppvuxen i Vällingby. Hans föräldrar kom till Sverige från Sri Lanka, medan såväl han själv som hans äldre bror är födda i Sverige. Cedwin Sandanam är bosatt i Täby.
Under 1997 gick Cedwin Sandanam tillsammans med en vän med i Tensta Gospel Choirs. Han lärde då även känna körens grundare Michelle Nakagawa.
Sedan 2005 är Cedwin Sandanam körens dirigent, och sedermera även dess samordnare och konstnärliga ledare. Cedwin Sandanam har tidigare även varit verksam som manager för sångerskan Sabina Ddumba.
Cedwin Sandanam var värd för Sommar i P1 den 21 juli 2022.